# 周演明
周演明（？—1968年1月19日）中國同盟會會員、辛亥革命元老。

## 生平
出生于廣東順德，周演明曾參加香港支那暗殺團，製造炸彈，圖謀炸死廣東水師提督李準。初時周演明、張綸秘密運送炸彈到廣州的行動意外曝光。最後由林冠慈、陳敬岳兩人炸傷了李準。武昌起義後，李熙斌、周演明、劉素初等人在廣東率義軍直下佛山。民國建立後，歷任大本營兵站總監部交通局局長、五華縣縣長、瓊崖行政視察專員、制憲國民大會代表、珠江航政局局長等職。
1946年，劉侯武指控周演明貪污，周演明反指劉侯武受賄。最後周演明被判監一年半、周演明妻子陳覺非被判監一年。
周演明晚年遷居香港，1968年1月19日，在香港病逝。